# Fang Yu
Fang Yu (* 1953 in Xi’an, Volksrepublik China) ist ein deutscher Schauspieler, Hörspielsprecher, Synchronsprecher und Regisseur chinesischer Herkunft.

## Leben und Wirken
Fang Yu besuchte bis zur Kulturrevolution 1966 die Schule in China. Zur ideologischen Umerziehung kam er in den Tunnelbau. 1984 kam er nach Deutschland. Er hat in Peking an der Zweiten Fremdsprachenhochschule Germanistik  und Sinologie studiert. Zwischen September 1985 und Februar 1990 war er Gaststudent an der Universität der Künste Berlin in Schauspiel und Theaterwissenschaften. Er lebt in Berlin.

## Filmografie (Auswahl)
- 2003: Abschnitt 40
- 2004: Kleine Schwester
- 2005: Alles Atze
- 2006: Bella Block: Das Glück der Anderen
- 2006: SOKO Leipzig
- 2007: Leo – Ein fast perfekter Typ
- 2007: Albert – Mein unsichtbarer Freund
- 2007: Polizeiruf 110: Farbwechsel
- 2007: Illusion
- 2008: Speed Racer
- 2009: John Rabe
- 2009: Die Pfefferkörner
- 2009: Fräulein Stinnes fährt um die Welt
- 2009: Der Dicke
- 2009: Ninja Assassin
- 2010: Alarm für Cobra 11 – Die Autobahnpolizei
- 2010: Kung Bao Huhn
- 2010: Sascha
- 2010: Großstadtrevier
- 2010: Liebe vergisst man nicht
- 2011: In aller Freundschaft
- 2012: Schnell ermittelt
- 2012: Iron Sky
- 2013: Global Player – Wo wir sind isch vorne
- 2013: Einmal Leben bitte
- 2013: Tatort: Die chinesische Prinzessin
- 2014–2015: Die Fallers
- 2014: Tatort: Alle meine Jungs
- 2014: Nachbar süß-sauer
- 2014: Kommissarin Lucas – Der nette Herr Wong
- 2015: Der Hafenpastor und das graue Kind
- 2016: Einfach Rosa – Verliebt, verlobt, verboten
- 2016: Verrückt nach Fixi
- 2016: Winnetou – Eine neue Welt
- 2017: Eine neue Lüge
- 2017: Krügers Odyssee
- 2019: Caraba #Leben ohne Schule
- 2019: Check Check
- 2020: Kryger bleibt Krüger
- 2020: Tatort: Das perfekte Verbrechen
- 2020: Helen Dorn: Kleine Freiheit
- 2021: Tatort: Murot und das Prinzip Hoffnung
- 2023: Tatort: Murot und das Paradies
- 2025: Nord bei Nordwest – Fette Ente mit Pilzen

## Synchronisation (Auswahl)
- 2002–2011: Benedict Wong  in Spooks – Im Visier des MI5 als Kai
- 2008–2013: James Ning in Breaking Bad als Duane Chow
- 2012–2014: Paul Nakauchi  in Die Legende von Korra als Gua
- 2023: Keong Sim  in Mein Sommer mit dir als Mr. Liu
- 2024: Ranma 1/2 (2024) als Fremdenführer

## Hörspiele (Auswahl)
- 2013: Gesine Schmidt: Expats – Regie: Heike Tauch (Original-Hörspiel – Deutschlandradio)
- 2014: Hermann Bohlen: Lebensabend in Übersee. Sha Ji Jing Hou. Ein Huhn schlachten um die Affen einzuschüchtern (Chinesischlehrer) – Regie: Hermann Bohlen, Judith Lorentz (Originalhörspiel – WDR/Hermann Bohlen (Auftragsproduktion))
- 2015: Edgar Linscheid, Stuart Kummer: The Cruise (1. und 2. Staffel: 1. bis 8. Folge) (Zheng He) – Komposition und Regie: Stuart Kummer (Originalhörspiel, Kriminalhörspiel – WDR)